# Новий Донбас

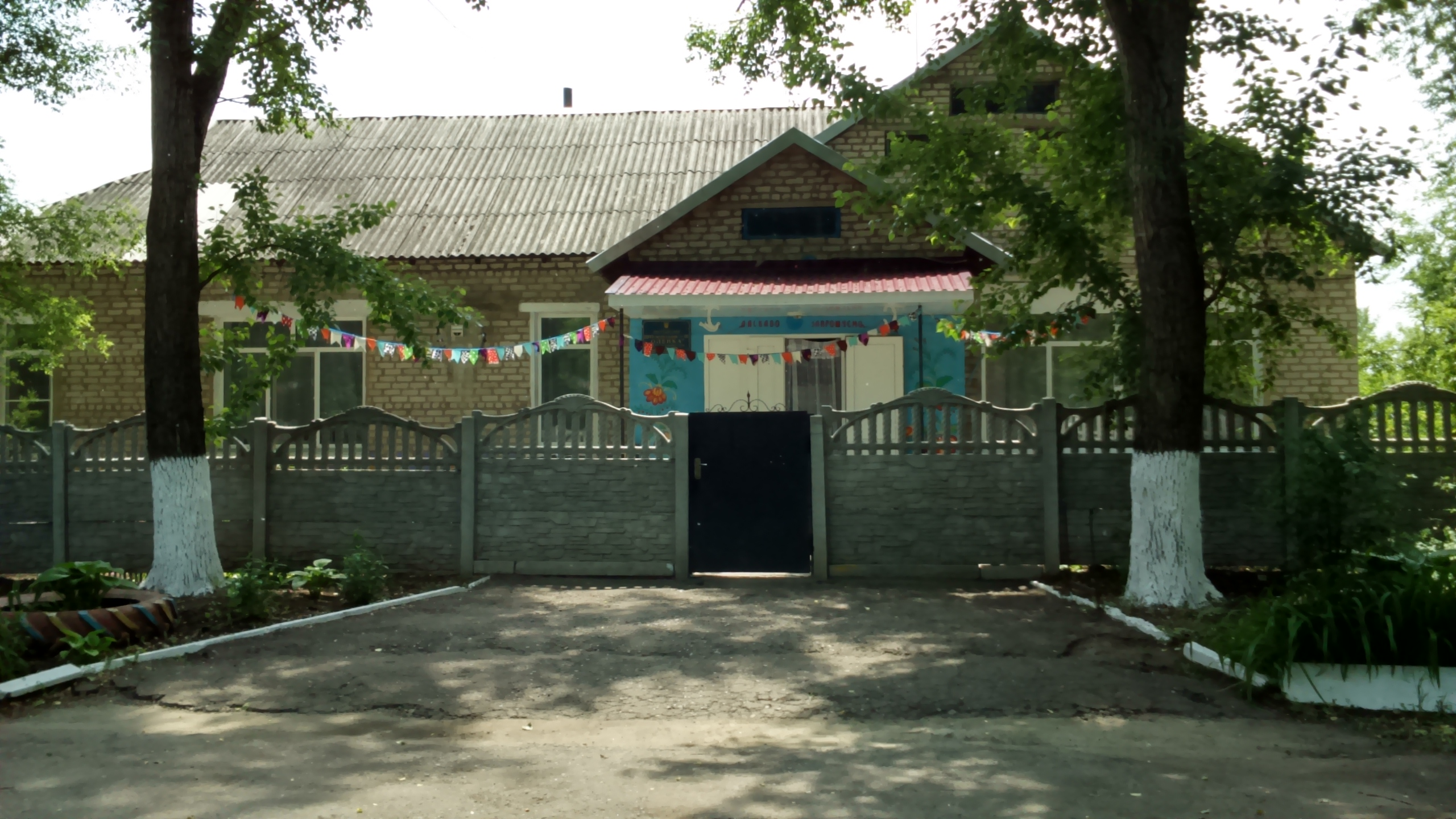
Дитячий садок.

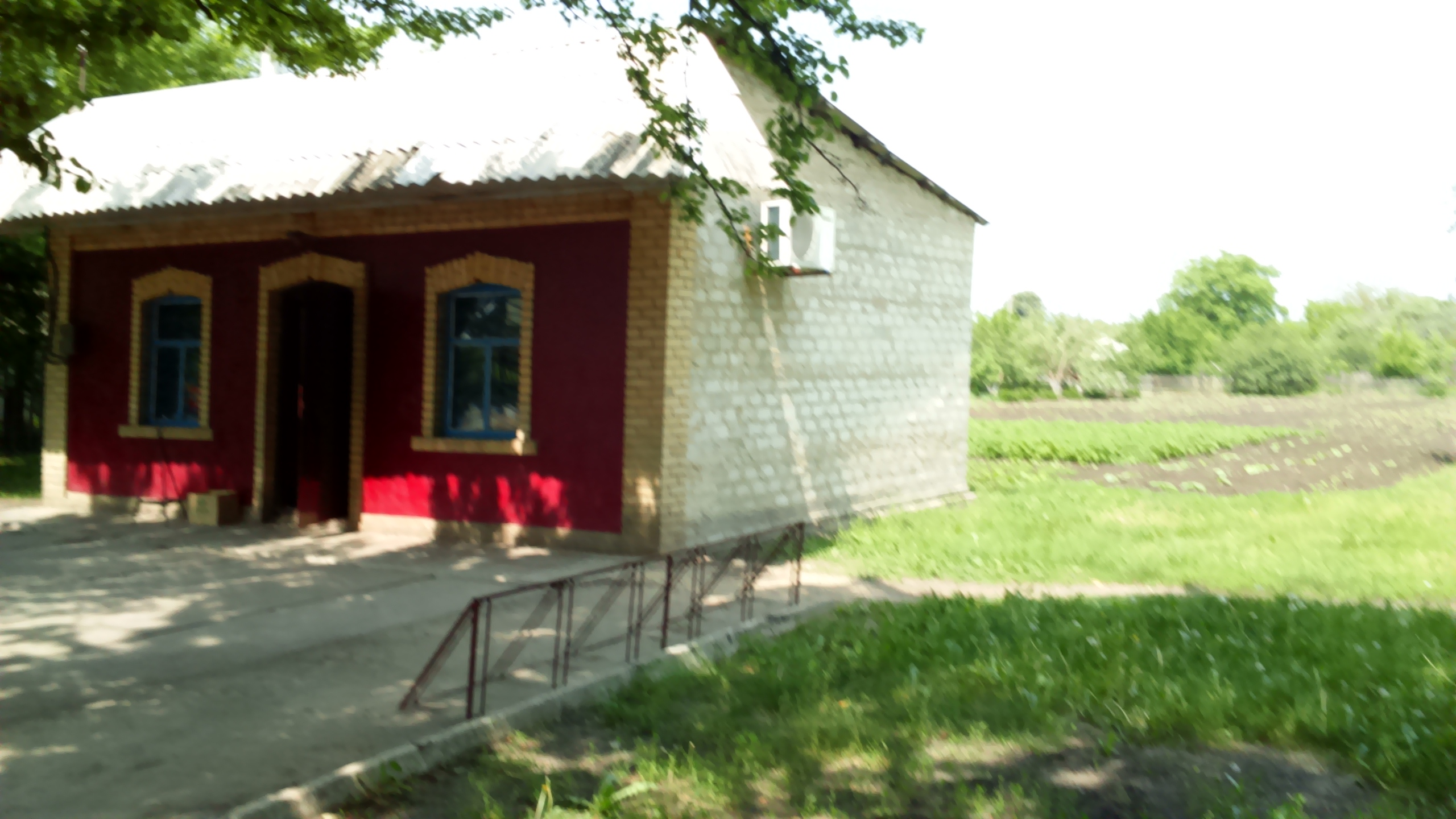
Магазин.

Новий Донбас — селище Добропільської міської громади Покровського району Донецької області, Україна.

## Історія.
Колись ці землі належали княгині Чернявській і на них жив пан Чернявський, утримуючи свій маєток і господарство.

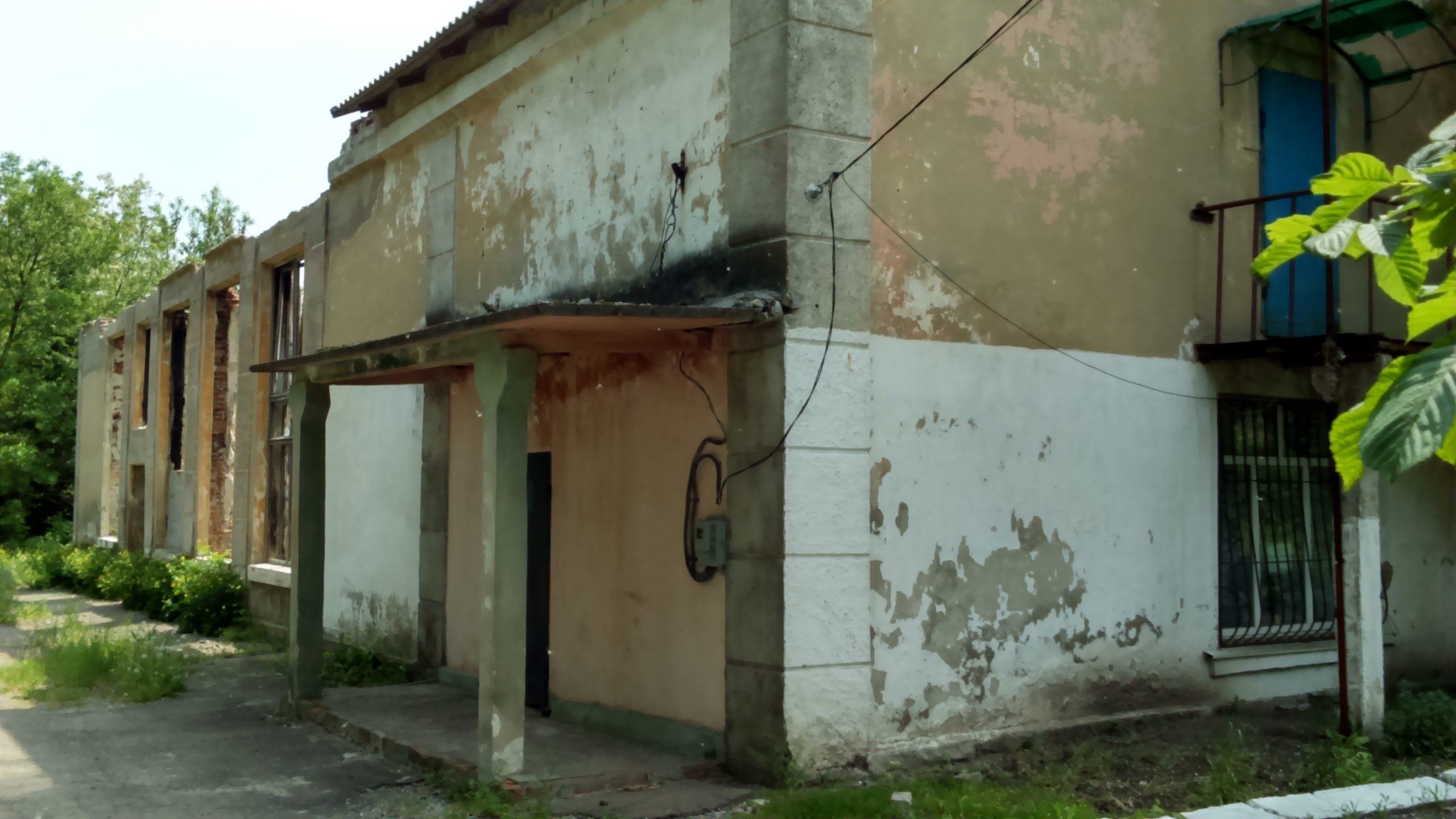
Бібліотека.

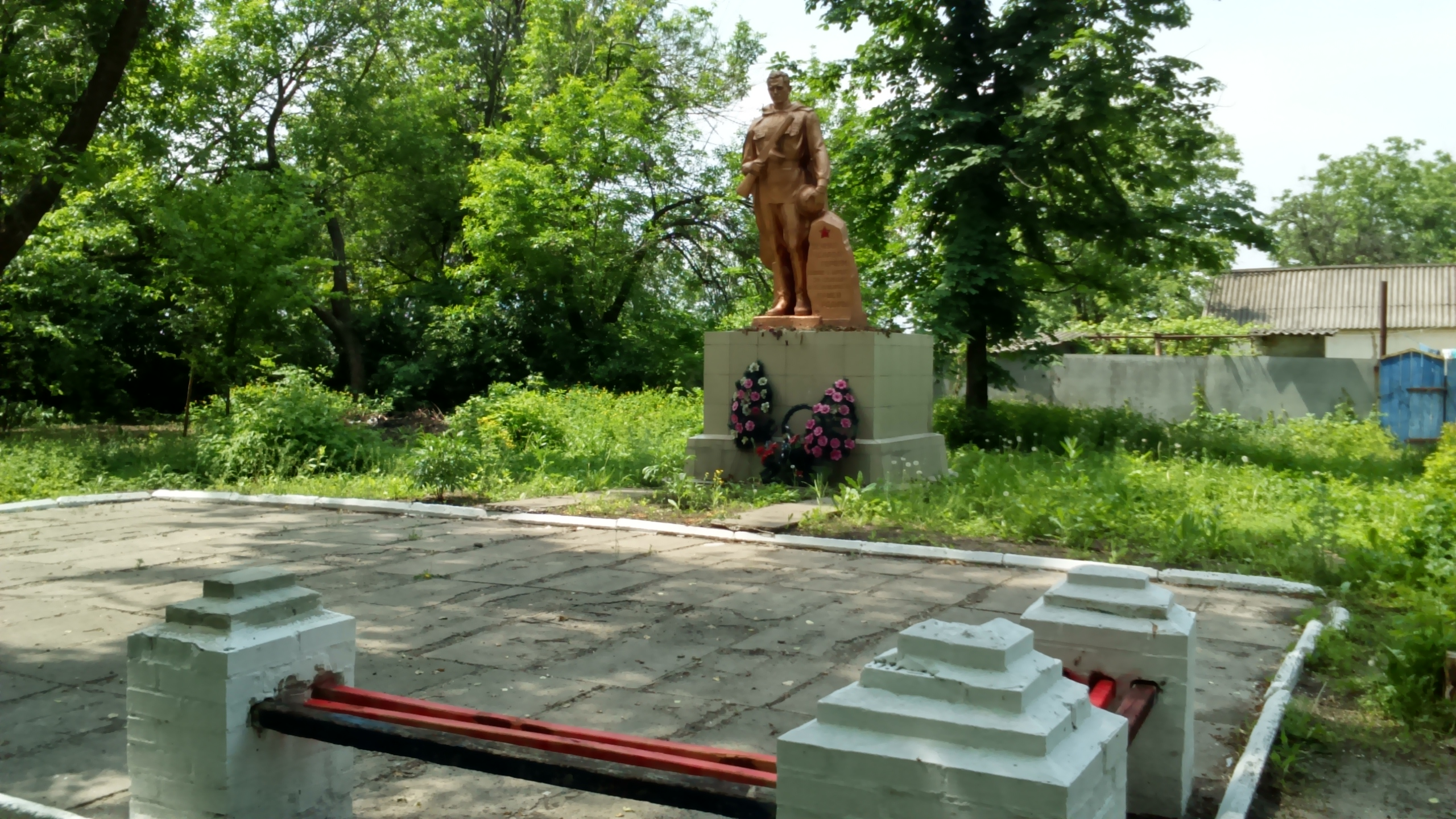
Пам'ятник солдату Новий Донбас

На карті 1861 року зазначено, що на місці нинішнього села знаходився маєток Панькова.
Після Жовтневого перевороту ці землі спочатку роздали селянам, а 1921 року межі наділів ліквідували і утворили «радянське господарство» якому дали назву Новий Донбас.
Тоді на будівництво села, сюди відряджали молодих спеціалістів: зоотехніків, агрономів, робітників. Таких як Грицай, Воронов, Нагиленко, Лапко, Дейко, Цисарь та ін.
У 1920—1930 роках на території селища був ряд хуторів: Іванівський № 1 (Ново-Павлівка), Шаховський №01 (радгосп Новий Донбас), які після війни об'єдналися в один населений пункт. На 01.01.1935 року радгосп мав назву молм'ясорадгосп "Новий Донбас" НК Радгоспів.
1943 року відкрили початкову школу на хуторі Чернявський (Ганнівський напрямок, зараз ліквідований), яка в 1950 році перенесена в селище Новий Донбас. 1946 року у селищі Новий Донбас був побудований дитячий садок.
14 березня 2016 під час обходу залізничного перегону «Красноармійськ-Добропілля» в районі селища Новий Донбас було виявлено вибуховий пристрій. Про це повідомив голова поліції Донецької області В'ячеслав Аброськін.
«Виставлено оточення з числа співробітників Красноармійського відділу поліції. На місці працює бригада вибухотехніків, проводяться заходи по знешкодженню»

## Новодонбаська ЗОШ I—III ступенів.
1943 року невелика школа була відкрита на хуторі Чернявський. Перші вчителі: В.П.Писаренко директор, П.І.Буряк.  В 1950 році школа переведена в селище Новий Донбас, директор М.А.Дорош. 1952 року збудували гуртожиток, який віддали під школу. В 1953 році школа стала семирічною. У 60-х роках ХХ сторіччя її реорганізували у восьмирічну. Школа закрита  2006 року.

## Населення

### Мова
Розподіл населення за рідною мовою за даними перепису 2001 року:
| Мова       | Кількість | Відсоток |
| ---------- | --------- | -------- |
| українська | 445       | 81.06%   |
| російська  | 89        | 16.21%   |
| вірменська | 15        | 2.73%    |
| Усього     | 549       | 100%     |

## Персоналії.
- Нагиленко Катерина Семенівна — доярка радгоспу «Добропільський», Герой Соціалістичної праці, кавалер 2-х орденів Леніна;
- В.С.Гладуш — майор, викладач військової академії.
- Гуртова Наталія Антонівна — Герой Соціалістичної праці.
- Гайдук Клавдія Миколаївна - фельдшер фельдшерського пункту, нагороджена орденами Червоної Зірки і Вітчизняної війни ІІ ступеня.

## Жертви сталінських репресій.
- Кулинич Іван Іванович, 1880 року народження, місто Добропілля Донецької області, українець, освіта початкова, безпартійний. Проживав у хуторі Чернявський Добропільського району Донецької області. Заарештований 27 липня 1937 року. Засуджений трійкою УНКВС по Донецькій області на 10 років ВТТ. Реабілітований 1989 року.

## Галерея.

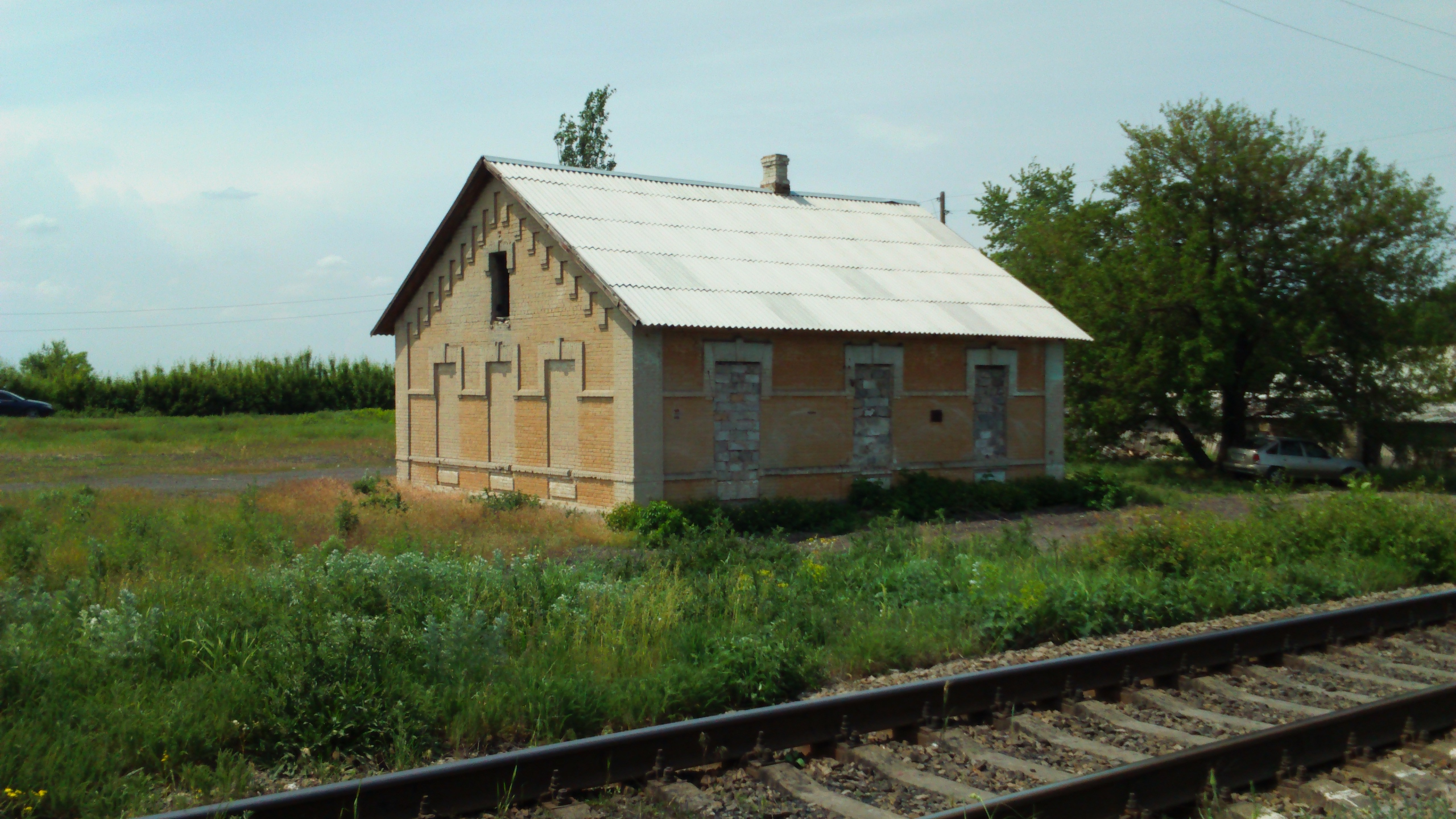
Залізнична станція Новий Донбас (не функціонує).
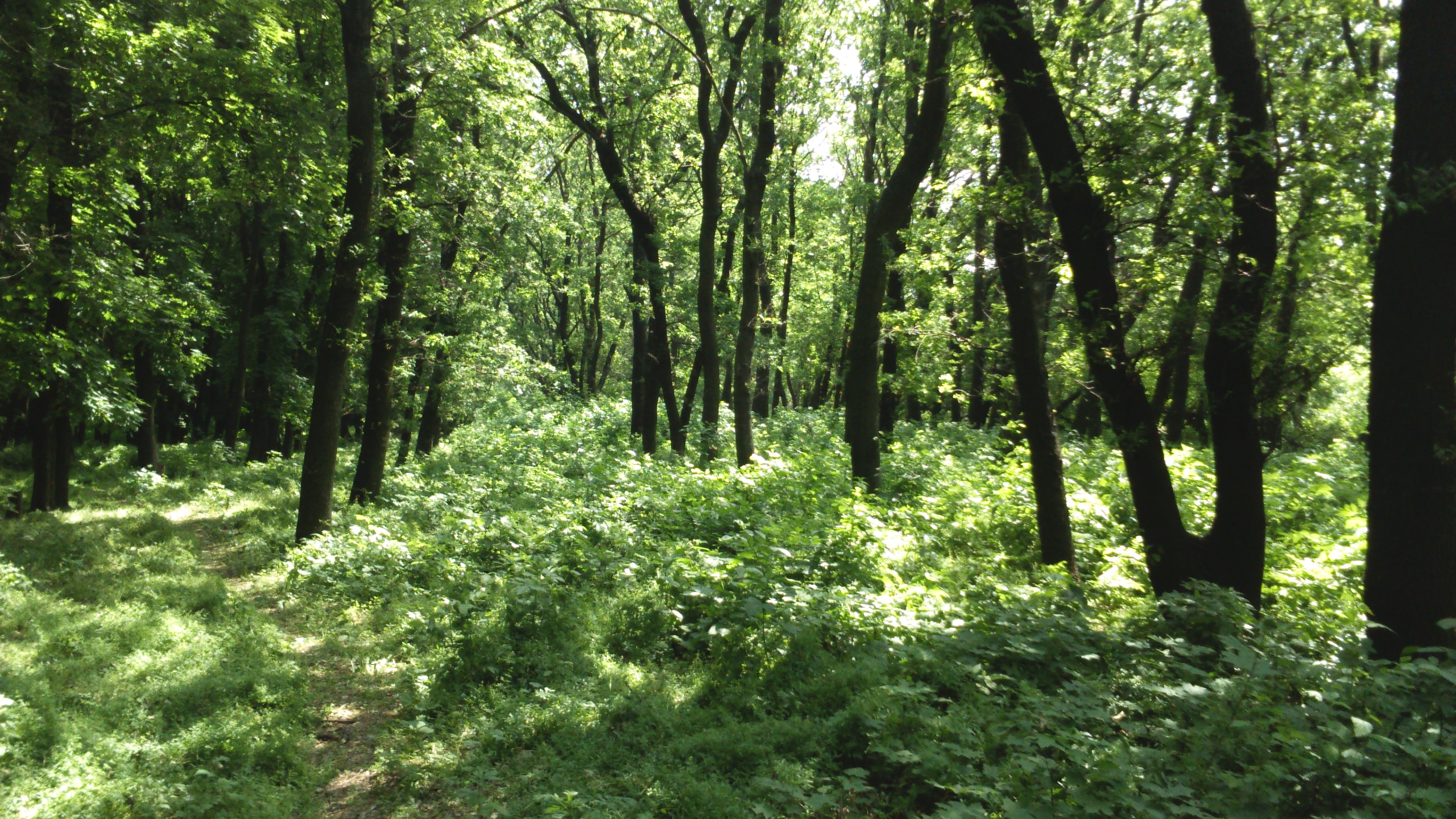
Лісопосадка біля селища.
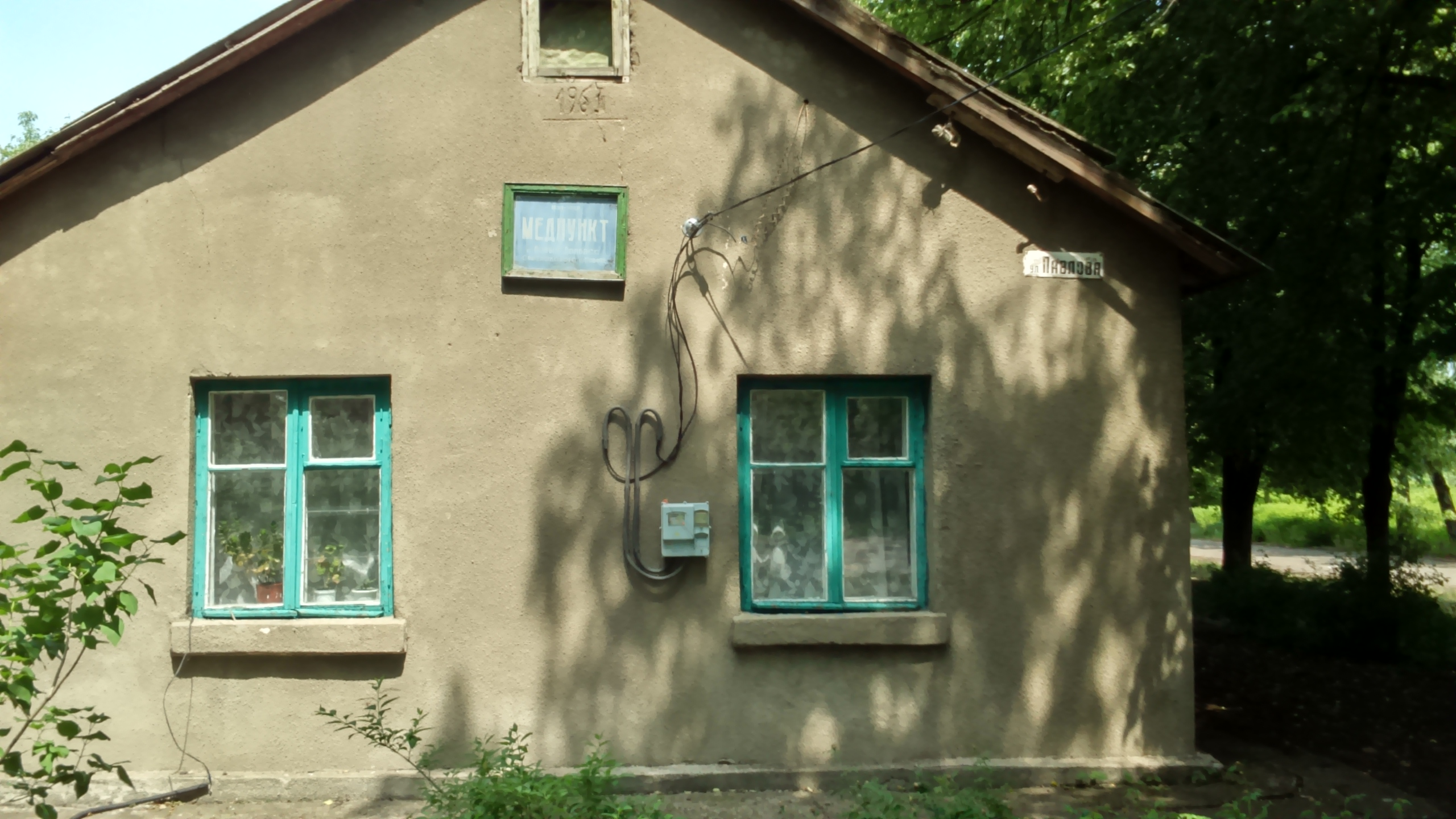
Медпункт.